# Dębowa Łęka

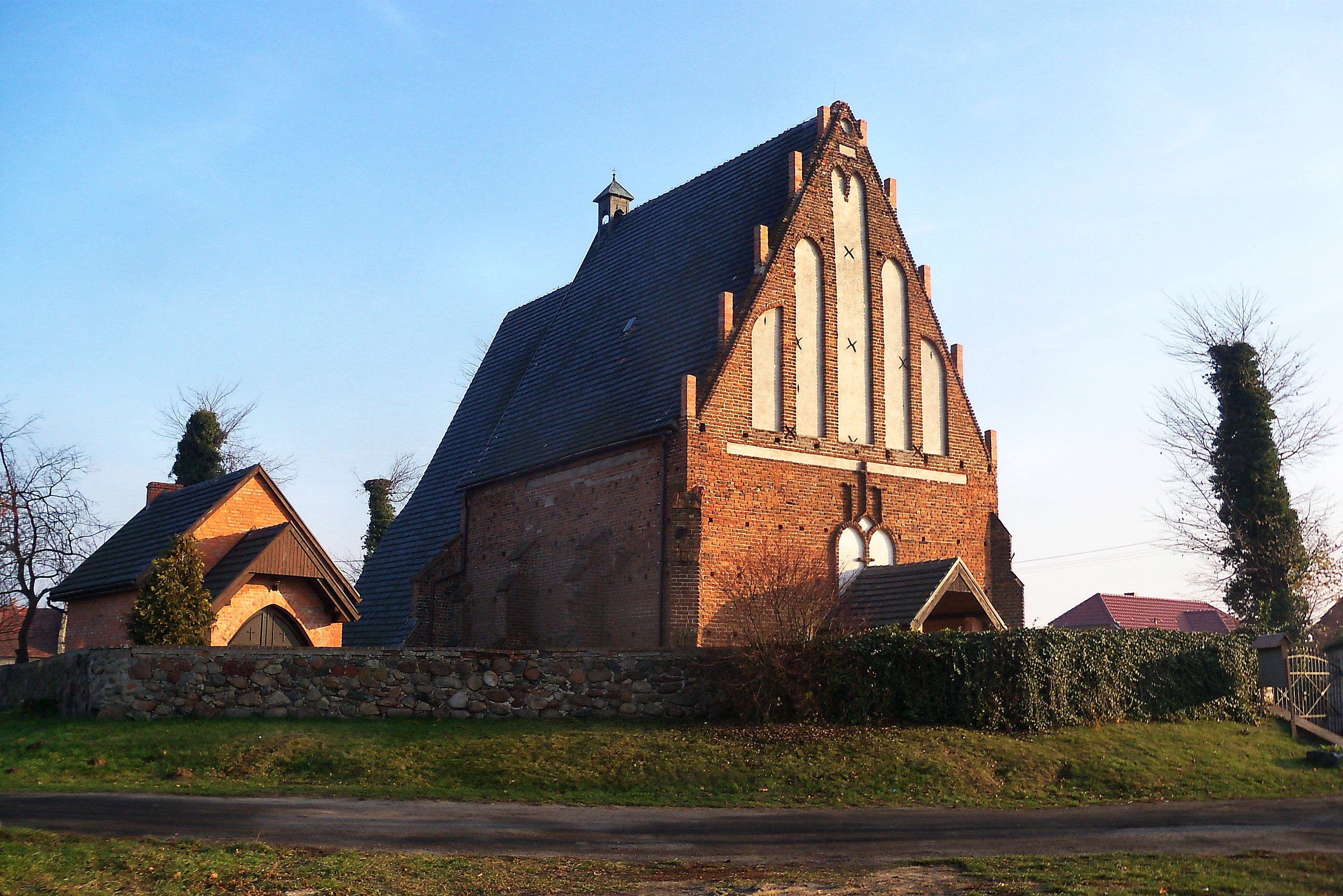
Kościół św. Jadwigi

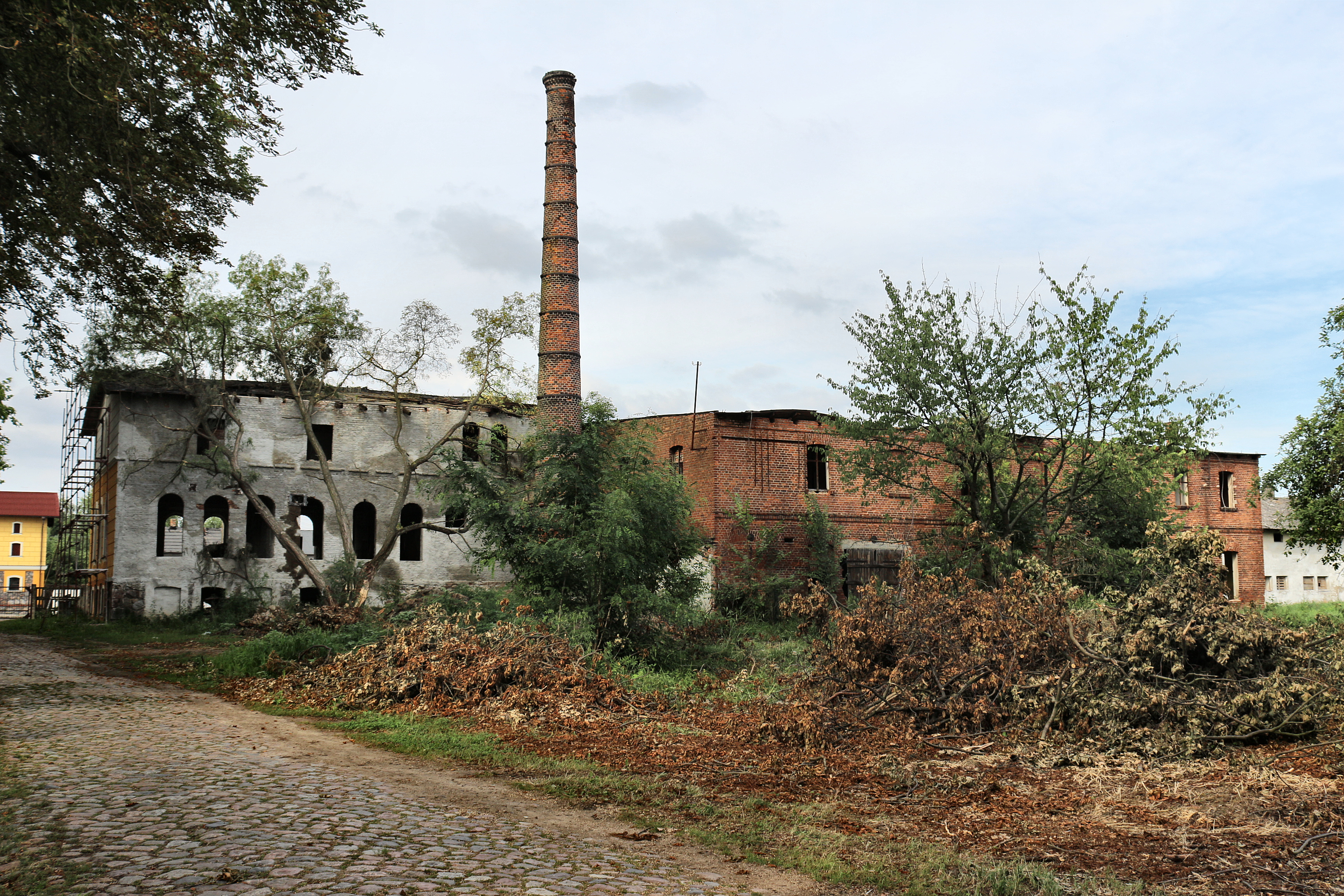
Zabytkowe budynki przy pałacu

Dębowa Łęka (niem. Geyersdorf) – wieś w Polsce położona w województwie lubuskim, w powiecie wschowskim, w gminie Wschowa.
W 2011 roku sołectwo zamieszkiwało 635 mieszkańców. Wieś leży przy drodze krajowej nr 12 z Głogowa do Leszna.

## Historia
Miejscowość pierwotnie związana była z Wielkopolską. Ma metrykę średniowieczną i istnieje co najmniej od XV wieku. Wymieniona pierwszy raz w dokumencie z 1424 jako Dambowa Lanka, 1427 Dembowalanka, 1437 Dambowalanka, 1472 Dambrowa Lanka, 1473 Dambowa Ląka, 1503 Dambowaląka, 1510 Dabowalaka, Dambovalaka, Dębowa Ląka, 1531 Dembowa Ląka, 1554 Dąmbowalęka, 1556 Dęmbowa lęnka Nadolna, 1563 Debowaląka, 1564 Dembowa Lęka, 1566 Dembowaleka, Dembowalenka, 1579 Dambowa Lęka, 1945 Geyersdorf.
Okolice wsi prawdopodobnie zasiedlone były jednak dużo wcześniej od archiwalnych zapisów ponieważ w jej pobliżu odnaleziono grodzisko.
Miejscowość leżała na granicy Wielkopolski i Dolnego Śląska oraz była własnością szlachecką. W 1424 należała do powiatu wschowskiego Korony Królestwa Polskiego. W 1427 była siedzibą własnej parafii, a w 1510 leżała w dekanacie Wschowa.
Wieś wspominały historyczne dokumenty prawne, własnościowe i podatkowe. Jako własność prywatna z powodu dziedziczenia, wymiany lub sprzedaży miejscowość miała wielu właścicieli. W 1424 Nankier herbu Kotwicz był w sporze sądowym z Hinczą Ossowskim oraz jego synami z Osowej Sieni w sprawie obu wsi: Dębowa Łęka oraz Osowa Sień. W 1472 król Polski Kazimierz Jagiellończyk poświadczył, że kasztelan lędzki oraz starosta wschowski Wojciech z Góry (ur. 1420/30 - zm. 1494/5) zapisał swojej żonie Jadwidze 400 grzywien na dobrach dziedzicznych Dębowa Łęka wraz z folwarkiem. W 1473 król ten poświadczył także, że Wojciech oddał wszystkie działy swej wsi Dębowa Łęka w ziemi wschowskiej Katarzynie z Jarocina w zamian za część miasta Jarocina zwanej Nowym Miasteczkiem oraz wsie Bogusław w powiecie pyzdrskim, Tarszcze (obecnie Tarce koło Jarocina) w powiecie kaliskim oraz 100 grzywien. W XV i XVI wieku wieś należała do dwóch wielkopolskich rodów szlachceckich Ossowskich oraz Krzyckich.
Miejscowość odnotowano w historycznych regestach podatkowych, które pozwalają odtworzyć stosunki społeczne i własnościowe. W 1531 miał miejsce pobór we wsi z części Dłuskiego z 5 łanów, 8 prętów oraz od wiatraka. Pobrano podatek także od niewymienionego imiennie podatnika od 11 łanów, 9 prętów, karczmy i 2 wiatraków oraz 1.5 łana po pożarze. W 1535 odnotowany został pobór we wsi z 13 łanów, 3 prętów, karczmy, wiatraka oraz z 6,5 łana, 2 prętów, wiatraka. W 1563 pobór w Dębowej Łęce z 26,5 łana, 7 komorników, jednego rzemieślnika, 5 wiatraków w dziedzicznych dzierżawach, 2 karczm. W 1564 podatki z części Bartłomieja Ossowskiego od 7 łanów, 9 prętów i 2 łanów, 3 prętów. Z części Jana Ossowskiego od 3 łanów i 4 prętów. Z części Ludwika Krzyckiego 5 łanów oraz 8 prętów. W 1566 miał miejsce pobór z części Wojciecha Ossowskiego z 12,5 łana, 9 zagrodników, 5 komorników, 3 wiatraków, a z części synów Ludwika Krzyckiego od 8 łanów, karczmy, wiatraka, 5 zagrodników. Z kolei w części pisarza ziemskiego we Wschowie, Jana Ossowskiego pobrano podatki od 8 zagrodników. W 1579 odbył się pobór w części Doroty Ossowskiej od 14 łanów, 6 zagrodników z rolami, 3 zagrodników bez roli, 5 komorników z bydłem, 6 komorników bez bydła, 3 rzemieślników, 5 wiatraków, a z w części Mikołaja Krzyckiego pobór odbył się od 8 łanów, 3 zagrodników wolnych, 5 zagrodników bez roli, komornika z bydłem, 5 komorników bez bydła, 2 rzemieślników oraz od wiatraka.
Z miejscowości wywodzili się Dębołęccy herbu Prawdzic. Kościół parafialny został wybudowany w XV wieku. Dnia 13 lutego 1706 roku, podczas III wojny północnej między Dębową Łęką a Osową Sienią liczące 12 tys. żołnierzy wojska szwedzkie, zwyciężyły liczące 18 tys. żołnierzy połączone wojska sasko-rosyjskie.
Wieś po traktacie wersalskim przypadła Polsce, jednak w wyniku ingerencji miejscowego właściciela majątku i polskiej ludności Komisja Międzysojusznicza włączyła w 1920 Dębową Łękę do Niemiec w zamian za Wijewo i 4 inne wsie.
W latach 1975–1998 miejscowość administracyjnie należała do województwa leszczyńskiego.

## Zabytki
Do wojewódzkiego rejestru zabytków wpisane są:
- gotycki kościół parafialny pod wezwaniem św. Jadwigi, z XV wieku, z gotycką figurą Madonny i wyposażeniem z późniejszych epok[7][10]
- drewniana dzwonnica z 1793 pełniąca jednocześnie funkcję bramy[10]
- XIX-wieczny zespół pałacowy, na który składają się:
  - pałac rodziny Brodowskich z poł. XIX wieku, przebudowywany pod koniec XIX wieku i po II wojnie światowej[7][10]
  - powozownia
  - krajobrazowy park o pow. 6,5 ha[7][10]
- stodoły folwarczne: jedna z końca XIX wieku, inna z 1910 roku.